# Грамада (община Буяновац)
 Тази статия е за селото в Сърбия.  За за града в България вижте Грамада.  
Грамада (на сръбски: Грамада или Gramada) е село в Югоизточна Сърбия, Пчински окръг, община Буяновац.

## Население
Според преброяването на населението от 2002 г. селото има 19 жители.

### Етнически състав
Данните за етническия състав на населението са от преброяването през 2002 г.
- сърби – 19 жители

### Демографско развитие
- 1948 – 154
- 1953 – 183
- 1961 – 199
- 1971 – 159
- 1981 – 98
- 1991 – 36
- 2002 – 19